# Jevgēņijs Saproņenko
Jevgēņijs Saproņenko (n. 11 noiembrie 1978, Riga, Republica Sovietică Socialistă Letonă, URSS) este un gimnast artistic ce a reprezentat Letonia, medaliat olimpic. A participat la o ediție a Jocurilor Olimpice (2004) în care a câștigat o medalie de argint.

## Participări
Lista de mai jos prezintă principalele competiții la care a participat Jevgēņijs Saproņenko de-a lungul carierei.
- gymnastics at the 2004 Summer Olympics – men's vault[*]